# Saugnapf (Zoologie)

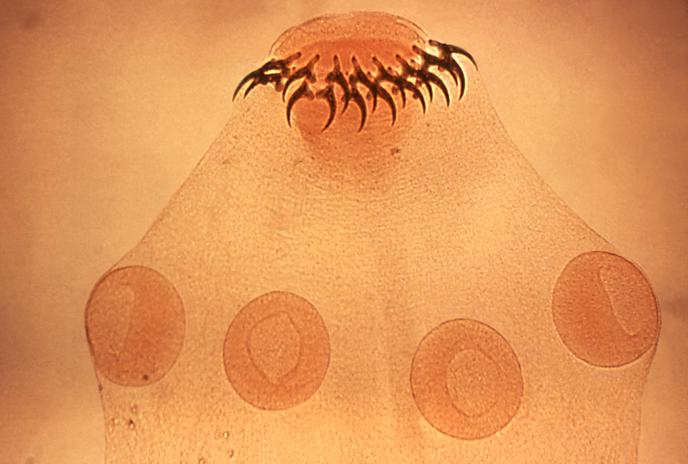
Kopf des Schweinebandwurms mit vier Saugnäpfen, als zusätzliche Haltevorrichtung gibt es zwei Hakenreihen um die Mundöffnung

Als Saugnapf bezeichnet man in der Zoologie ein hoch spezialisiertes Befestigungsorgan eines Tieres. Weniger komplexe Gebilde als bei Saugwürmern werden abstufend auch als Haftscheibe oder Haftorgan, bei Bandwürmern als Bothrien und Bothridien bezeichnet.
Haftvorrichtungen dienen bei parasitären Würmern zur Verankerung an ihrem Wirt. Sind zwei Saugnäpfe vorhanden, können sie durch abwechselndes Anhaften auch zur Fortbewegung eingesetzt werden, wie bei den Egeln. Bei einigen Spulwürmern dienen Saugnäpfe ausschließlich der Verbindung zwischen Männchen und Weibchen bei der Begattung. Bei Kopffüßern dienen Saugnäpfe zum Beutefang, zum Ergreifen von Substrat und zur Fortbewegung. Struktur, Lokalisation und Anzahl der Saugnäpfe werden bei Wirbellosen oft zur Artbestimmung verwendet, da sie artspezifisch sind. Bei einigen Fischen entstehen Saugnäpfe aus modifizierten Flossen. Bei einigen Froschlurchen sitzen Haftscheiben an den Zehen und helfen bei der Fortbewegung, bei ihren Larven gibt es einen Bauchsaugnapf. Einige tropische Fledermäuse haben Saugnäpfe oder Haftscheiben an ihren Gliedmaßen, womit sie sich an Blättern festhalten.

## Plattwürmer

### Saugwürmer

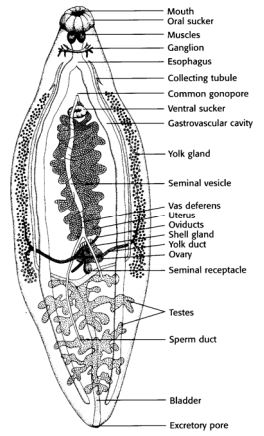
Schema eines Chinesischen Leberegels mit Mund- (oral sucker) und Bauchsaugnapf (ventral sucker)

Bei den Saugwürmern der Klasse Digenea gibt es zwei Saugnäpfe, nämlich einen Mund- und einen Bauchsaugnapf (Acetabulum). Der Mundsaugnapf befindet sich am vorderen Ende des Körpers und umgibt direkt die Mundöffnung. Der Bauchsaugnapf liegt weiter hinten. Die beiden Saugnäpfe werden zur Befestigung im Wirt, zur Fortbewegung und zur Nahrungsaufnahme verwendet. Zudem kann, wie bei den Heterophyidae, eine muskulöse Projektion von der Wand des Ventrogenitalsacks (Bauchgeschlechtssack) ausgehen, die als Gonotyl (engl. genital sucker, „Genitalsaugnapf“) bezeichnet wird. Die detaillierte Struktur der Saugnäpfe, das Vorhandensein oder Fehlen von Haken und ihre genaue Position am Körper sind wichtige taxonomische Merkmale zur Artbestimmung. Die Saugnäpfe sind Einstülpungen des Teguments. Sie sind durch eine komplexe Architektur von Muskelzügen gekennzeichnet, die in bis zu 14 Gruppen untergliedert werden können und sowohl quer (transversal), ringförmig (zirkulär), radiär, zur Seite ziehend (lateral), diagonal und längs (longitudinal) verlaufen. Die Muskeln der Saugnäpfe sind unabhängig von denen der Körperwand und den inneren Muskeln des Saugwurms.

### Hakensaugwürmer
Bei den Larven (Oncomiracidia) Hakensaugwürmer (Monogenea) ist eine tassenförmige Haftstruktur (Haptor) von feinen Häkchen umgeben, die für eine feste Verankerung sorgen. Für erwachsene und damit größere Hakensaugwürmer würde diese Bauform keine ausreichende Verankerung bieten. Hier haben sich Saugnäpfe, die meist durch ein oder zwei Paare von Haken (Hamuli) verstärkt sind, entwickelt. Dies ist besonders bei Arten von Bedeutung, die starken Strömungen ausgesetzt sind, wie Parasiten an den Kiemen oder der Körperoberfläche von Fischen. Die Saugnäpfe sind tief in das Parenchym des Haptors eingebettet und ausstülp- und zurückziehbar. Bei adulten Hakensaugwürmern befinden sich um die Mundöffnung ein bis drei Saugnäpfe, die mit den, ein klebriges Sekret bildenden Drüsen, den vorderen Haftapparat (Prohaptor) bilden. Im hinteren Körperbereich ist ein hinterer Haftapparat (Opisthaptor) mit einem großen Saugnapf und ihn umgebenden Haken (Hamuli) ausgebildet, manchmal durch zusätzliche kleine Saugnäpfe ergänzt. Der Opisthaptor macht den Vorderkörper für die Nahrungsaufnahme frei beweglich. Bei der Unterklasse der Monopisthocotylea ist dieser Opisthaptor ungeteilt und zu den Hamuli gesellen sich 12 bis 16 Randhaken, bei den Polyopisthocotylea ist der Opisthaptor mehrteilig und ebenfalls mit Haken besetzt. Es lassen sich nach Preez (2021) mehrere Bautypen unterscheiden:
- Der Typ-1-Saugnapf ist eine tassenförmige muskulöse Struktur. Die Saugnäpfe sind innen und außen von Neodermis bedeckt, dazwischen verlaufen radiäre Muskelzüge. An der Basis gibt es einen Ring aus Bindegewebe an den mehrere kräftige Muskelbündel ansetzen. Der Randhaken ist vermutlich nicht im Gewebe des Wirts verankert. Dieser Typ kommt bei Hakensaugwürmern vor, die bei Frosch- und Schwanzlurchen parasitieren.
- Der Typ-2-Saugnapf ist einfach, symmetrisch und kesselförmig. Er ähnelt dem Typ 1. Die Öffnung ist von einem erhabenen Ring umgeben, in dem zirkuläre Muskelfasern verlaufen. Die Saugnapfwand enthält dickgepackte Muskelbündel. Bei den Nanopolystoma gibt es im Zentrum einen Chitinring. An der Basis wird der Saugnapf von einer schmalen Furche umgeben.
- Der Typ-3-Saugnapf (entspricht Typ 2 nach Pichelin) tritt bei Hakensaugwürmern der Schildkröten auf. Er ist scheibenförmig, symmetrisch und fest. Er enthält eingebettete Skelettelemente aus Chitin, die für einen festen Sitz im Wirtsgewebe sorgen. Nach der Form dieser stabilisierenden Elemente können drei Zonen (proximale, intermediäre und distale) unterschieden werden. Die Mundsaugnapföffnung kann nahezu vollständig geschlossen werden, die Anheftung an das Wirtsgewebe ist daher sehr fest.
- Der Typ-4-Saugnapf (entspricht Typ 3 nach Pichelin) ist eine Sonderform die nur bei Concinnocotyla australensis auftritt. Der asymmetrische Saugnapf enthält ein umfangreiches Skelett aus Skleriten mit einer dicken zentralen Basalplatte und einer halbkreisförmigen Platte außen. Vom Basalring gehen zwei Reihen fächerartiger, dünner Skleriten aus. Die äußere Reihe endet in einwärts gebogenen scharfen Haken.

Der Saugnapf vom Typ 1 und 2 wird an das Wirtsgewebe gedrückt und seine an der Basis ansetzenden Muskeln ziehen den Boden des Saugnapfes zurück, wodurch ein Vakuum entsteht, welcher das Wirtsgewebe in den Saugnapf zieht. Die anschließende Kontraktion des peripheren Muskelrings arretiert das Wirtsgewebe im Saugnapf. Der so befestigte Parasit kann leicht vom Wirt abgesammelt werden. Der Typ-3-Saugnapf wird an das Wirtsgewebe gedrückt, die im Skelettring verlaufende Muskulatur erschlafft und die am Trichter ansetzende kontrahiert sich. Damit wird der Trichter zurückgezogen, wodurch ein Vakuum entsteht und Wirtsgewebe angesaugt wird. Alle Längsmuskeln kontrahieren sich zusammen mit den durch den Skelettring verlaufenden und einem Muskelring in der Peripherie des Saugnapfs, so dass der Skelettring fest um das Wirtsgewebe geklammert wird. Damit entsteht eine feste, nur sehr schwer lösbare Verbindung. Beim Typ-4 liegt vermutlich ein ähnlicher Mechanismus vor. Der Skelettring wird durch Muskeln zurückgezogen, die Saugnapföffnung verengt sich und die Randhaken der äußeren Reihe krallen sich in das Gewebe des Wirts, was eine feste Verbindung sicherstellt.

### Bandwürmer

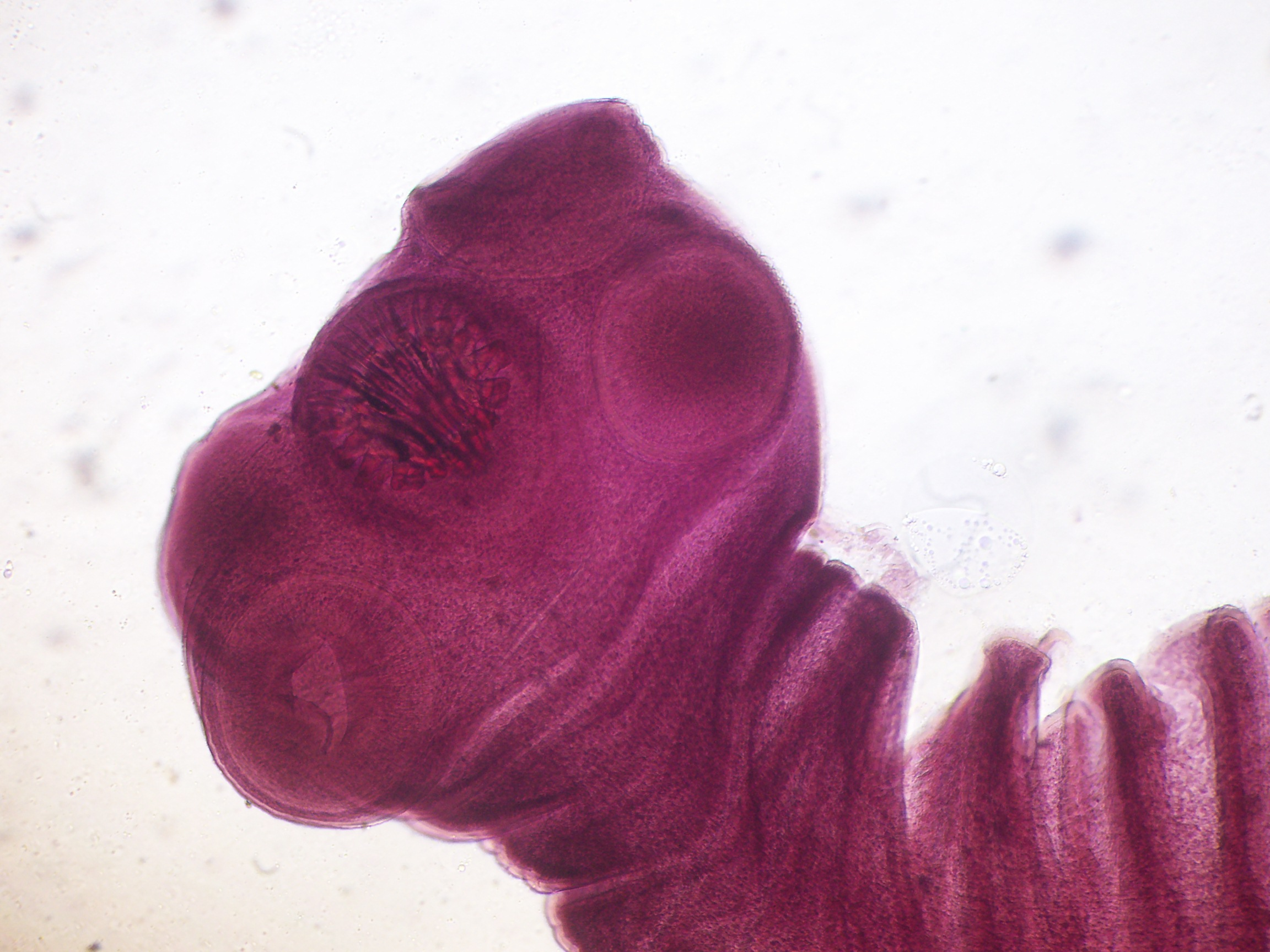
Scolex des Schweinebandwurms mit Saugnäpfen.

Bei Bandwürmern sind am Vorderende, dem Scolex, verschiedene Haftstrukturen ausgebildet. Dies können echte Saugnäpfe, also muskulöse Strukturen mit einer zentralen Einbuchtung sein aber auch fingerförmige Anhänge (Tentakeln). Darüber hinaus gibt es saugnapfähnliche Strukturen, die als Bothrien (Einzahl Bothrium, von altgriechisch βοθριον ‚kleine Grube‘) und Bothridien (Einzahl Bothridium, cave: es gibt auch eine Bandwurmgattung dieses Namens) bezeichnet werden, deren Abgrenzung aber nicht einheitlich gehandhabt wird. Fuhrmann führte 1931 diese Begriffstrennung mit dem Kriterium einer Grenzmembran ein: bei einem Bothridium trennt eine Grenzmembran die Haftstruktur vom Scolex-Parenchym, bei einem Bothrium nicht. Theodor Pintner veröffentlichte im gleichen Jahr eine andere Definition. Nach ihm ist jedes äußerlich deutlich abgrenzbare Haftorgan ein Bothridium, wonach die Haftstrukturen der Tetraphyllidea und Trypanorhyncha Bothridien, die der Pseudophyllidea Bothrien sind. Nach Robert-Philippe Dollfus hat ein Bothridium eine abgrenzende Membran zum Scolex und radiär angeordnete Muskulatur, spätere Studien wiesen eine solche aber auch bei Bothrien nach. Libbie Hyman unterschied 1951 Bothrien und Bothridien nur nach dem Grad der Bemuskelung. Für Charles Joyeux und Jean Georges Baer (1961) ist das Vorhandensein einer intrinsischen (organeigenen) Muskulatur einziges Abgrenzungskriterium, was allerdings eine Grenzmembran voraussetzt. Daher schlugen Malcolm K. Jones und Mitarbeiter 2004 vor, der Fuhrmannschen Definition zu folgen. Demnach haben Bothridien und echte Saugnäpfe (Acetabula) eine Grenzmembran, Bothrien nicht. Nach der klassischen Definition haben Lecanicephalidea Bothridien oder Saugnäpfe, Cyclophyllidea und Proteocephalidea dagegen Saugnäpfe.

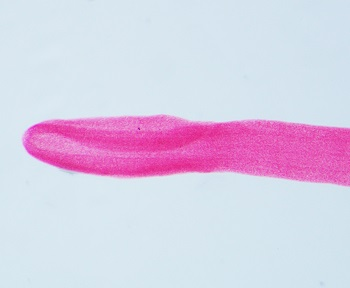
Scolex des Fischbandwurms (Dibothriocephalus latus) mit schlitzförmigem Bothrium, das zweite (Dibothriocephalus bedeutet ‚Kopf mit zwei Bothrien‘) liegt auf der nicht sichtbaren Rückseite, ein echter Saugnapf fehlt

Bothrien sind Erweiterungen der mittleren rücken- oder bauchseitigen Grube der Procestode. Sie können flach, rechteckig, schlitzförmig oder röhrenförmig sein. Ihre Haftfähigkeit ist nur gering wenn sie nicht durch andere Einrichtungen wie Haken oder gelappte Apikalscheiben ergänzt wird. Pseudophyllidea haben zwei solcher Bothrien. Bothrien sind schwach bemuskelt.

### Strudelwürmer
Bei den Strudelwürmern (Turbellaria) haben nur die als Parasiten oder Kommensalen lebenden Vertreter der Ordnung Temnocephalida ein Haftstruktur. Das untertassenähnliche Gebilde liegt am hinteren Ende auf der Bauchseite und kann gestielt sein. Die Haftscheibe ist mit synzytialer Epidermis mit zahlreichen Mikrovilli bedeckt. Unter der apikalen Membran befinden sich viele Vakuolen und dichte Körper. Die Haftoberfläche ist von Drüsengängen durchzogen. Dicht gepackte Muskelfasern reichen bis unter die Epidermis des Haftapparates. Die Haftscheibe der Temnocephalida ist aber einfacher gebaut als die Saugnäpfe der Saugwürmer und wird daher nicht als Saugnapf im engeren Sinne angesehen.

## Fadenwürmer
Bei Spulwürmern der Unterfamilien Heterakoidea und Subuluroidea haben Männchen einen Saugnapf am hinteren Ende des Körpers, direkt vor dem Anus. Diese ist bei Heterakoidea durch einen klar definierten chitinisierten Ring gekennzeichnet, bei den Subuluroidea nicht. Diese Struktur wird als präkloakaler Saugnapf, Genitalsaugnapf oder Analhaftnapf bezeichnet, im Englischen als preanal sucker. Er dient dem Anhaften an das Weibchen während der Begattung.

## Ringelwürmer

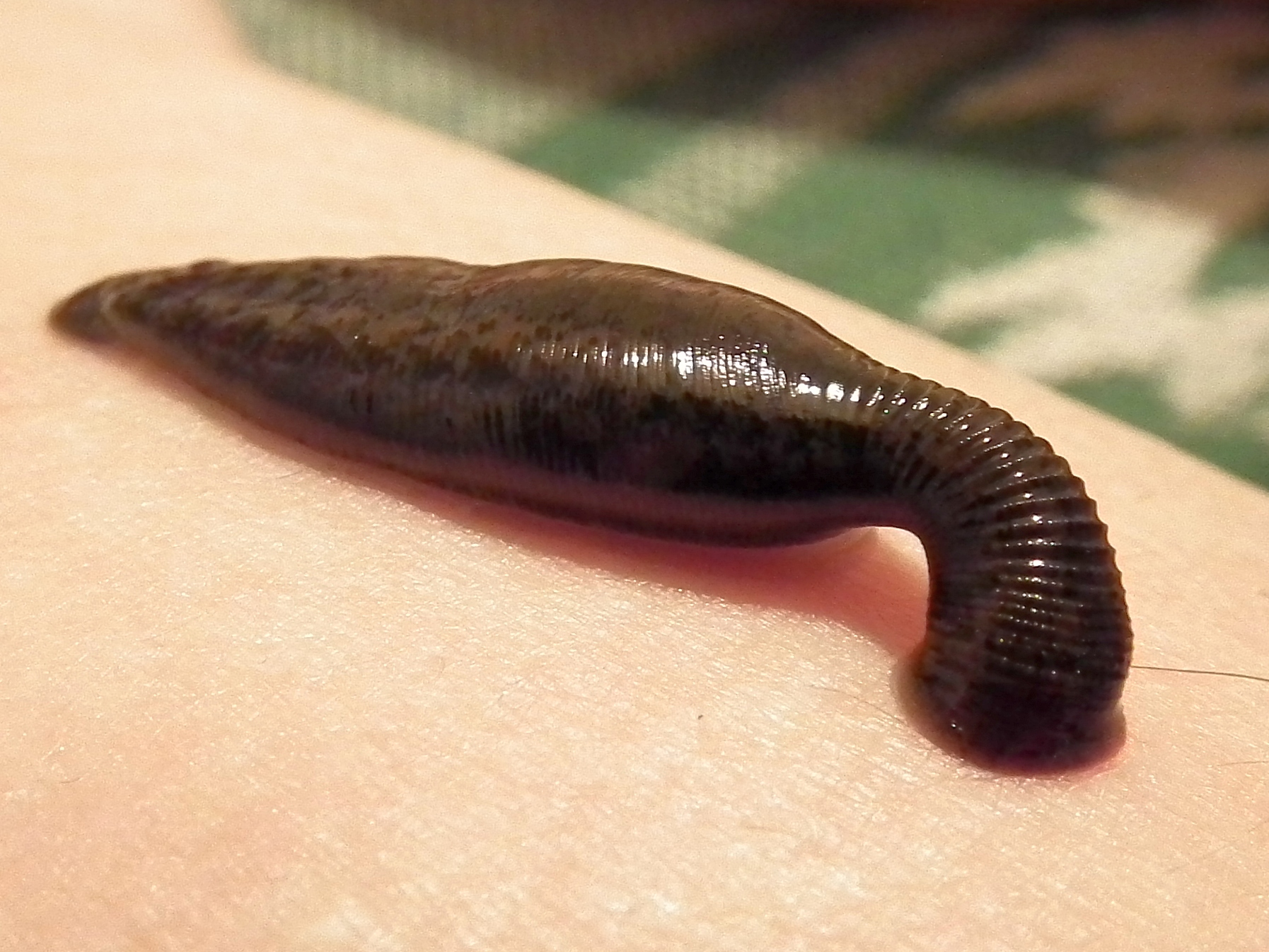
Mit seinem Mundsaugnapf angehefteter medizinischer Blutegel

Unter den Ringelwürmern (Annelida) haben die Egel (Hirudinea) einen vorderen und hinteren Saugnapf. Der Mundsaugnapf liegt am Vorderende um die Mundöffnung, der scheibenförmige Endsaugnapf entsteht durch Verschmelzung der letzten sieben Körpersegmente. Durch abwechselndes Anheften bewegen Egel sich auf ihrer Unterlage, der Mundsaugnapf ist auch an der Nahrungsaufnahme beteiligt. Er entsteht aus den unteren Hälften der ersten vier Körpersegmente, die eine muskulöse und drüsenhaltige Saugstruktur formen. Die mächtigen Drüsenlager bilden einen Schleim, der für die Anheftung ebenfalls bedeutsam ist. Die Saugkraft des Mundsaugnapfs ist größer als die des Endsaugnapfs, aber nur weil Mundhöhle und Kieferapparat durch periodische Pumpvorgänge den Unterdruck erhöhen. Der Endsaugnapf hat keine Öffnung, aber eine gelenkartige Einziehung zum übrigen Körper, die ihm eine hohe Flexibilität verleihen. Er wird auch zur ersten Anheftung an das Substrat eingesetzt. Bei der Adhäsion vergrößert sich die Kontaktfläche der Saugnäpfe, was durch die Kontraktion der zentral gelegenen Längsmuskulatur bei gleichzeitiger Erschlaffung der Ringmuskulatur erreicht wird. Da Egel auch in der Lage sind, an Metallnetzen hoch zu kriechen, müssen aber auch andere Mechanismen als eine reine Unterdruckhaftung möglich sein. Denkbar sind physisches Klammern, Klebeeffekte der Drüsensekrete, Reibung und Van-der-Waals-Kräfte. Die genaue Anatomie der Saugnäpfe der Ringelwürmer ist, trotz ihres Einsatzes in der Blutegeltherapie, bislang kaum erforscht.

## Weichtiere

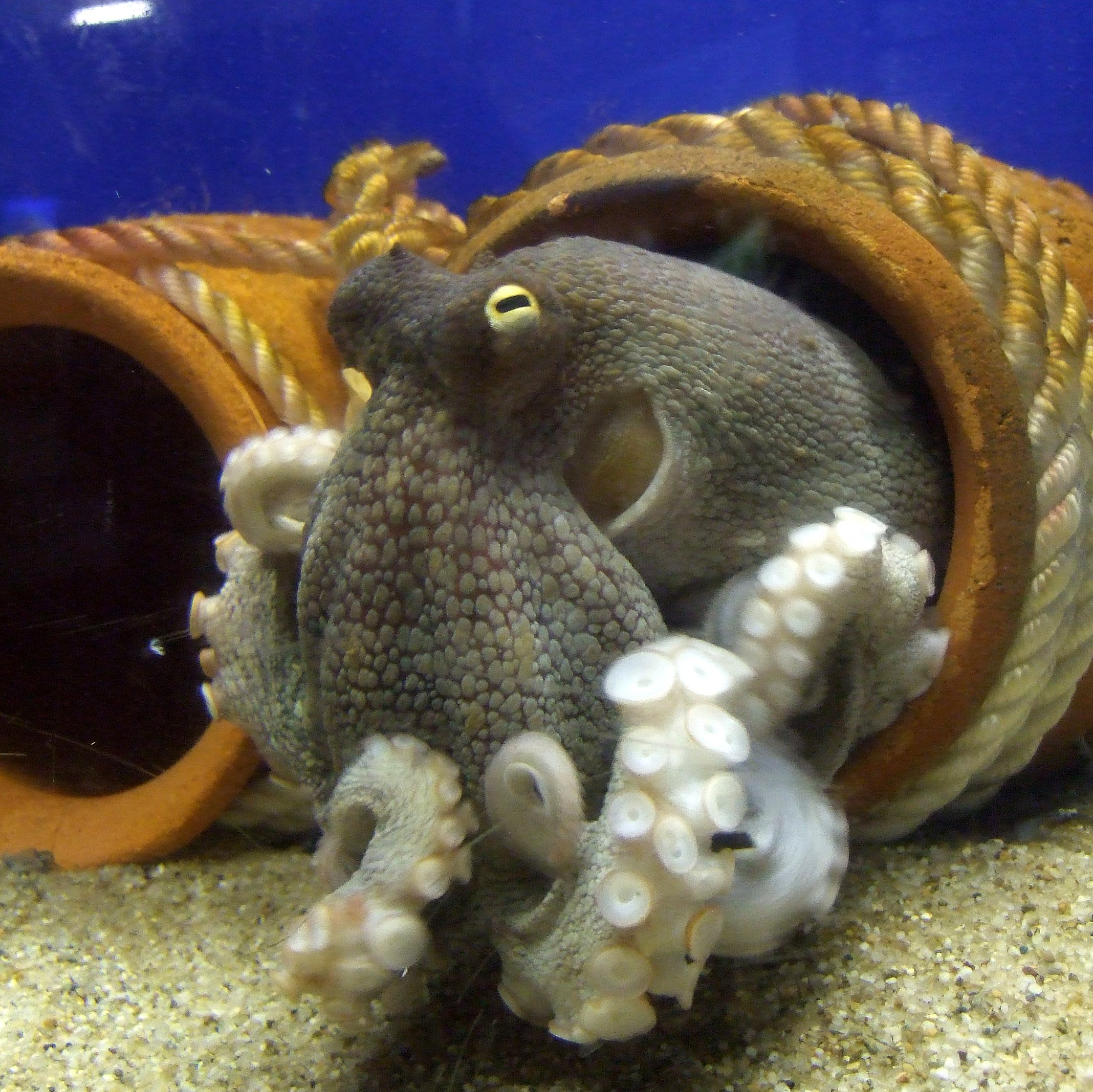
Tintenfisch mit zahlreichen Saugnäpfen

Kopffüßer zeichnen sich durch längliche Anhängsel zur Fortbewegung und zum Greifen von Objekten aus. Es gibt zwei Haupttypen: Arme, wie beim Oktopus, die zahlreiche Saugnäpfe entlang seiner Unterseite tragen, sowie Tentakeln, wie bei Tintenfischen und Sepien, mit einem einzelnen Saugnapf an der Spitze. Jeder Saugnapf ist eine kreisförmige, schüsselartige gebogene Scheibe. An ihr unterscheidet man einen äußeren flachen Hohlraum namens Infundibulum und einen zentralen Hohlraum namens Acetabulum. Beide Strukturen besitzen kräftige Muskulatur und sind mit chitinöser Kutikula bedeckt. Die Saugnäpfe werden zum Greifen von Substrat, zum Fangen von Beute und zur Bewegung eingesetzt. Wenn sich der Saugnapf an einem Objekt befestigt, sorgt hauptsächlich das Infundibulum für die Haftung, während das zentrale Acetabulum relativ frei bleibt. Die abwechselnde Muskelkontraktion des Infundibulums und Acetabulums ermöglicht Bindung und Ablösung.

## Fische

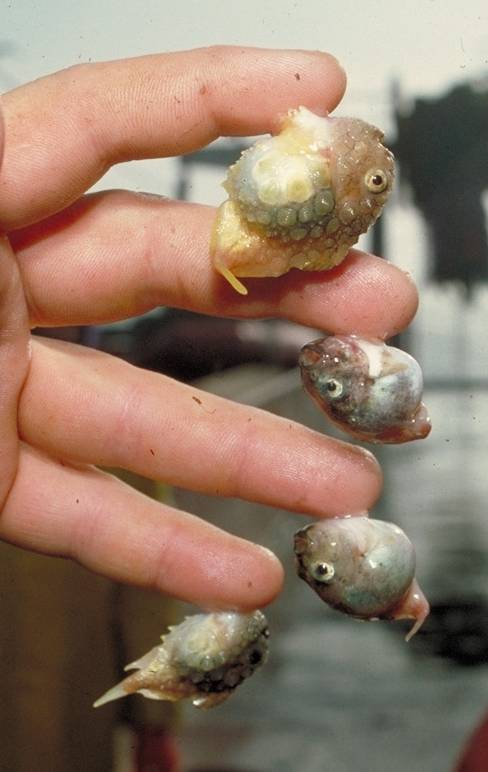
Seehasen besitzen Saugstrukturen aus modifizierten Beckenflossen

Grundeln, Schiffshalter und Seehasen haben Saugnäpfe, die modifizierte Flossen sind. Diese Fische verwenden ihre Saugnäpfe, um sich an Substrate oder größere Fische zu klammern. Bei Grundeln wird der scheibenförmige Saugnapf aus verschmolzenen Beckenflossen gebildet. Amphidromische Grundeln verwenden ihre Saugnäpfe besonders zum Klettern durch Wasserfälle während ihrer Wanderungen. Bei Schiffshaltern hat der ovale Saugnapf feine Lamellen und Zähnchen und sitzt am Kopf. Er leitet sich vom ersten Teil Rückenflosse ab und dient der Anheftung an andere Fischen oder Meeressäugetiere. Bei Seehasen entsteht der Saugnapf durch die Umbildung von Bauchflossen.
Die Saugkarpfen (Catostomidae), auch „Sauger“ genannt, haben keinen Saugnapf oder ähnliche Haftstrukturen. Über ihre nach unten gerichtete Mundöffnung saugen sie ihre Nahrung vom Grund.

## Amphibien
Kaulquappen, also die Larven der Froschlurche, haben einen großen Bauchsaugnapf, mit dem sie sich am Untergrund anheften können. Erwachsene Frösche haben an den Zehen Haftscheiben, mit deren Hilfe sie sich auf rutschigen Untergründen und beim Klettern fortbewegen.

## Fledermäuse
Die Madagassische Haftscheibenfledermäuse (Myzopodidae) haben an den Hand- und Fußgelenken Haftstrukturen, mit denen sie sich an Palmenblättern festhalten. Allerdings handelt es sich dabei nicht um „Saug“näpfe, sondern um eine feuchte Adhäsion, die durch Absonderung einer klebrigen Flüssigkeit realisiert wird. Anders verhält es sich bei den Amerikanischen Haftscheibenfledermäusen (Thyropteridae). Sie haben komplex aufgebaute, markante Saugnäpfe am Mittelfuß und am Grundglied des ansonsten stark reduzierten Daumens. Aufgrund der unterschiedlichen Morphologie wird angenommen, dass sich diese Haftorgane bei beiden Fledermausgruppen in der Evolution unabhängig voneinander entwickelt haben.